# Margarita Gil Roësset

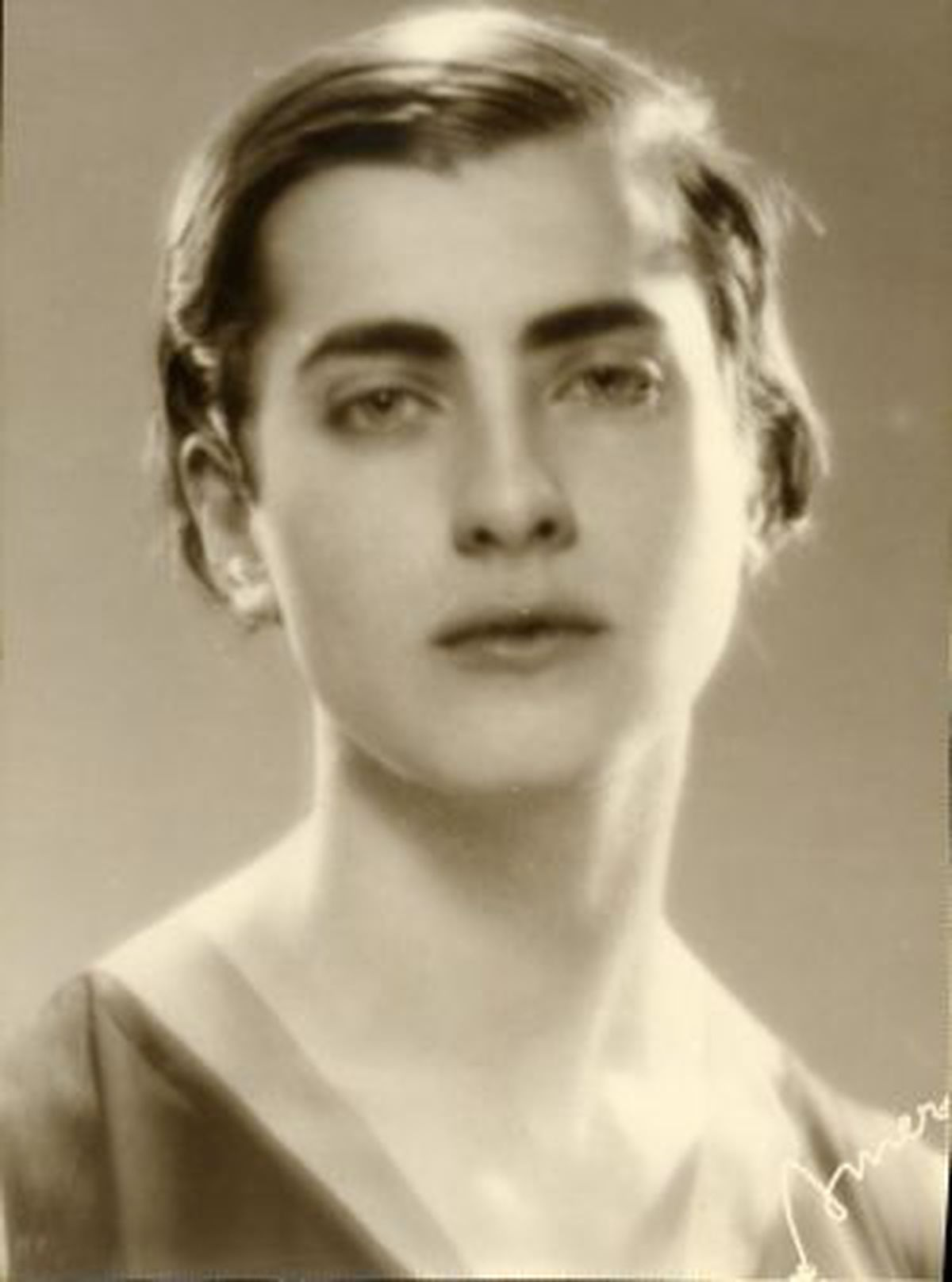
Margarita Gil Roësset, 1932

Margarita (Marga) Gil Roësset (* 3. März 1908 in Las Rozas de Madrid; † 28. Juli 1932 ebenda) war eine spanische Bildhauerin und Illustratorin, die der Generación del 27 zugerechnet wird. Sie galt als Wunderkind und wurde zu ihrer Zeit von den Intellektuellen bewundert. Durch ihren frühen Tod blieb ihr vielseitiges Werk unbeachtet. Ihre Illustrationen inspirierten den Schriftsteller und Illustrator Antoine de Saint-Exupéry, der sie von seinen regelmäßigen Besuchen in Spanien kannte, zu seinem Werk Der kleine Prinz.
Sie gehörte zu einer Familie von Künstlerinnen: Ihre Schwester war die Schriftstellerin Consuelo Gil Roësset (1905–1995), ihre Tante war die Malerin María Roësset Mosquera (1882–1921), ihre Cousine die Malerin Marisa Roesset Velasco (1904–1976) und ihre Nichte die Dichterin und Fotografin Marga Clark (* 1944).

## Leben
Gil Roësset wurde 1908 in Las Rozas de Madrid, im Stadtgebiet von Madrid, geboren. Die Geburt war kompliziert und die Ärzte sagten einen frühen Tod voraus, aber ihre Mutter weigerte sich, ihre zweite Tochter sterben zu lassen, und schaffte es, sie durchzubringen. Später wurden ihre Brüder Pedro (* 1910) und Julián (* 1915) geboren.
Sowohl sie als auch ihre drei Jahre ältere Schwester Consuelo wuchsen in einem aufgeklärten Umfeld auf und wurden zu Hause von ihrer Mutter Margot Roësset erzogen, die ihnen einen Sinn für Kunst vermittelte, sie dazu anregte, Geschichten zu erfinden, und sie dazu anhielt, kultiviert zu sein, vier Sprachen zu sprechen, zu reisen, Museen zu besuchen und Konzerte mit klassischer Musik zu besuchen.
Gil Roësset galt als Wunderkind. Bereits im Alter von sieben Jahren zeigte sie eine außergewöhnliche Fähigkeit zum Zeichnen. Das früheste erhaltene Werk von ihr, eine Geschichte, die sie für ihre Mutter schrieb und illustrierte, stammt aus dieser Zeit. Ihr Talent wurde 1920 durch die Veröffentlichung einer Geschichte ihrer Schwester mit dem Titel El niño de oro („Das goldene Kind“) bekannt, zu der sie die Illustrationen beisteuerte. Im Jahr 1923 veröffentlichten die beiden Schwestern in Paris eine weitere Geschichte, Rose des Bois.
Im Alter von 15 Jahren begann Gil Roësset, sich der Bildhauerei zu widmen. Ihre Mutter wollte ihre Töchter immer mit den Besten umgeben und brachte sie deshalb zu Victorio Macho, einem spanischen Bildhauer, dem Vorreiter der zeitgenössischen spanischen Bildhauerei. Der soll sich aus Angst, ihr Talent zu verderben, geweigert haben, ihr Unterricht zu geben, so dass sie Autodidaktin blieb.
1929 schrieb der Kunstkritiker José Francés in La Esfera einen Artikel über ihre Skulpturen, in dem er ihr Werk positiv besprach. 1930, im Alter von 22 Jahren, präsentierte sie auf der spanischen Exposición Nacional de Bellas Artes die Skulptur Adán y Eva, die sich an Ivan Meštrović und dem europäischen Expressionismus orientierte, und erzielte damit einen beachtlichen Erfolg. Die Schriftstellerin Rosa Arciniega interviewte sie für die Zeitschrift Crónica. 1931 nahm sie an der Jahresausstellung des Círculo de Bellas Artes, einem nationalen Bildhauerwettbewerb, teil und ihre Bücher und Zeichnungen wurden auf der Internationalen Kunstbuchausstellung ausgestellt, die von der Asociación Internacional del Libro de arte francés im Petit Palais in Paris organisiert wurde.

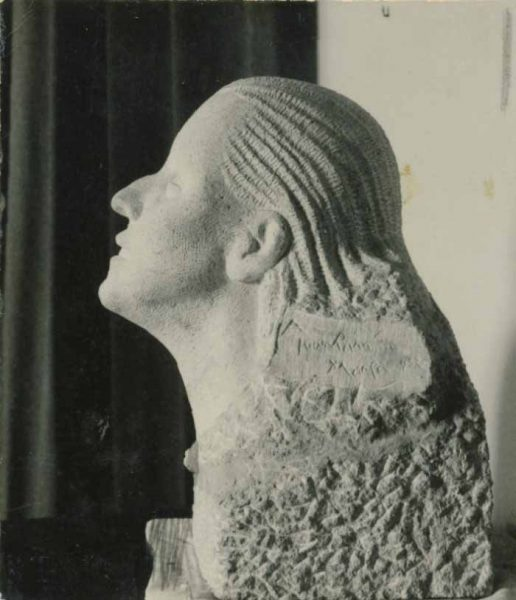
Marga Gil Roësset: Busto de Zenobia Camprubí (1932). Privatbesitz, Madrid.

Gil Roësset war wie ihre Schwester Consuelo eine Bewunderin der Schriftstellerin Zenobia Camprubí, die als Übersetzerin des bengalischen Dichters Rabindranath Tagore bekannt und mit Juan Ramón Jiménez verheiratet war. 1932 wurde Gil Roësset bei einem Opernkonzert von der Österreicherin Olga Bauer-Pilecka dem Ehepaar vorgestellt, und Gil Roësset verliebte sich in den Dichter. Sie beschloss, eine Büste von Camprubí anzufertigen.
In einem Zusammentreffen verschiedener Faktoren – wozu Selbstzweifel, eine jugendliche Unreife und eine unmögliche Liebe zu Jiménez gehört haben mögen – wurde sie unglücklich oder depressiv. Am Donnerstag, dem 28. Juli 1932, beging sie Selbstmord durch einen Schuss in die Schläfe. Kurz zuvor hatte sie Jiménez eine gelbe Mappe gegeben und ihn gebeten, sie erst später zu lesen. In der Mappe fand Jiménez das Tagebuch von Gil Roësset, in dem sie ihm ihre Liebe gestand. Der letzte Eintrag lautete:

„«... Y es que... Ya no quiero vivir sin ti... no... ya no puedo vivir sin ti... tú, como sí puedes vivir sin mí... debes vivir sin mí...», «Mi amor es ¡infinito...... La muerte es... infinita... el mar... es infinito... la soledad infinita... ... ... yo con ellos... ¡contigo!... Mañana tú ya sabes... yo... con lo infinito... lunes, noche», «Pero en la muerte, ya nada me separa de ti... solo la muerte... ... solo la muerte, sola... y, es ya... vida ¡tanto más cerca así... ... muerte... cómo te quiero».“

Sie hinterließ auch Briefe an ihre Schwester, seine Eltern und Zenobia Camprubí. Jiménez widmete ihr mehrere Gedichte und eine der literarischen biografischen Skizzen in seinem Werk Españoles de tres mundos.
1933 erschien ein Liederbuch mit Texten in französischer und spanischer Sprache ihrer Schwester mit drei Illustrationen von Gil Roësset. Eine dieser Illustrationen ähnelt denen in Der kleine Prinz von Antoine de Saint-Exupéry so sehr, dass es möglich scheint, dass er sich von ihr inspirieren ließ, zumal er regelmäßig Spanien besuchte.

## Werk
Nach Ansicht der Hispanistin Nuria Capdevila-Argüelles ist ihr Werk beeindruckend, „weil sie innerhalb kürzester Zeit das künstlerische Genre (von Papier, Aquarell und Tusche zu Holz, Gips und Granit) und den Stil (vom Modernismus zur Avantgarde) wandelte. In kaum mehr als zehn Jahren, also weniger als der Hälfte der schöpferischen Zeit in ihrem kurzen Leben, zeigte sie ihr Können als Illustratorin mit Tusche und Aquarellfarben auf Papier. Danach beherrschte sie die Technik des Gips- und Bronzegusses und erlangte eine überraschende Meisterschaft in der Holzschnitzerei, die sie gegen Ende ihres Lebens mit Hammer und Meißel in Stein und Granit umsetzte“.
Dank ihrer Bildhauerei wurde die Autodidaktin Marga Gil in den Jahren 1930 und 1932 in Exposición nacional de Bellas Artes aufgenommen. Ihre beste Skulptur war die Büste Zenobia Camprubí. Im Bereich der Illustration verband sie Modernismus und Symbolismus und illustrierte die Geschichten ihrer Schwester Consuelo Gil Roësset de Franco. Sie ist wahrscheinlich eines der schärfsten und einzigartigsten Beispiele des spanischen Expressionismus.
Im Juni 1930 wurde sie zu ihrer Skulptur Adán y Eva  in der Exposición nacional de Bellas Artes interviewt. Gil Roësset sagte dabei über ihre Arbeitsweise: „Ich versuche immer, meine Skulpturen von innen heraus zu bearbeiten. Mit anderen Worten: Ich versuche eher, Ideen als Menschen zu formen. Meine Werke sind von der Form her vielleicht nicht sehr klassisch, aber sie bemühen sich zumindest, ihr Inneres zu zeigen.“
Vor ihrem Selbstmord versuchte Gil Roësset, ihr gesamtes Werk zu zerstören, doch 2001 gelang es die Überreste ihrer Skulpturen, Aquarelle und Tuschezeichnungen zu bergen. Die Fundación Zenobia-Juan Ramón Jiménez trug ebenfalls zur Erhaltung der Werke bei, indem sie in der Casa Museo Zenobia Juan Ramón Jiménez in Moguer eine Ausstellung mit Gil Roëssets Skulpturen einrichtete. Zu den überkommenen Werken gehören:
- Illustrationen für El niño de oro (1920), Rose des Bois (1923) und Canciones de niños (1932).
- Skulpturen
  - Maternidad (1929)[14]
  - La niña que sonríe
  - Para toda la vida
  - Adán y Eva (1930)[14]
  - Grupo (1932)[14]
  - Zenobia Camprubí (1932)[14]

Gil Roëssets Tagebuch wurde 2015 veröffentlicht.
Im Jahr 2019 war ihr Werk Teil der Ausstellung Dibujantas, pioneras de la Ilustración im Museo ABC in Madrid.